# Жилярди, Иван Дементьевич
Ива́н Деме́нтьевич Жиля́рди (Джованни Баттиста Жилярди; 18 декабря 1755, Монтаньола, кантон Тичино, Швейцария — 13 февраля 1819, там же) — архитектор, выходец из итальянской части Швейцарии, основатель династии Жилярди. Занимал должность старшего архитектора московского Воспитательного дома. Сын — известный архитектор Доменико Жилярди.

## Биография
Родился 18 декабря 1755 года в Монтаньоле, Швейцария. Учился в Венгрии, совершенствовал профессиональные навыки в Италии, Франции, Польше.
Приехал в Москву в 1787 (или 1789) году вместе с братьями Джозуэ (Осип) (1766-1835) и Витторио. Занимал должность старшего архитектора московского Воспитательного дома, вел строительство ряда сооружений Москвы, осуществлявшихся по проектам крупных зодчих. В качестве помощника привез в Россию своего сына Доменико.
В 1803 году	архитектор Франческо Кампорези	писал	графу Николаю Петровичу Шереметеву, который	искал опытного архитектора: 
Я окажу большую услугу, представляя Вам Жан Батиста Желярди, архитектора Воспитательного дома. Это очень честный и старательный человек и самый опытный	из	тех,	кто	нам	известен.	Вы	можете быть	совершенно	спокойны за его	работу.
8 января 1813 г. пожалован в коллежские асессоры.
Возвратился в Швейцарию в 1817 году, а его сын Доменико Жилярди стал старшим архитектором ведомства Московского Воспитательного дома.

## Основные постройки
- Московский Екатерининский институт благородных девиц, 1802[1].
- Мариинская больница для бедных, 1804—1807[6].
- Александровский институт, 1809—1811[1].
- Вдовий дом, 1809—1811[1].

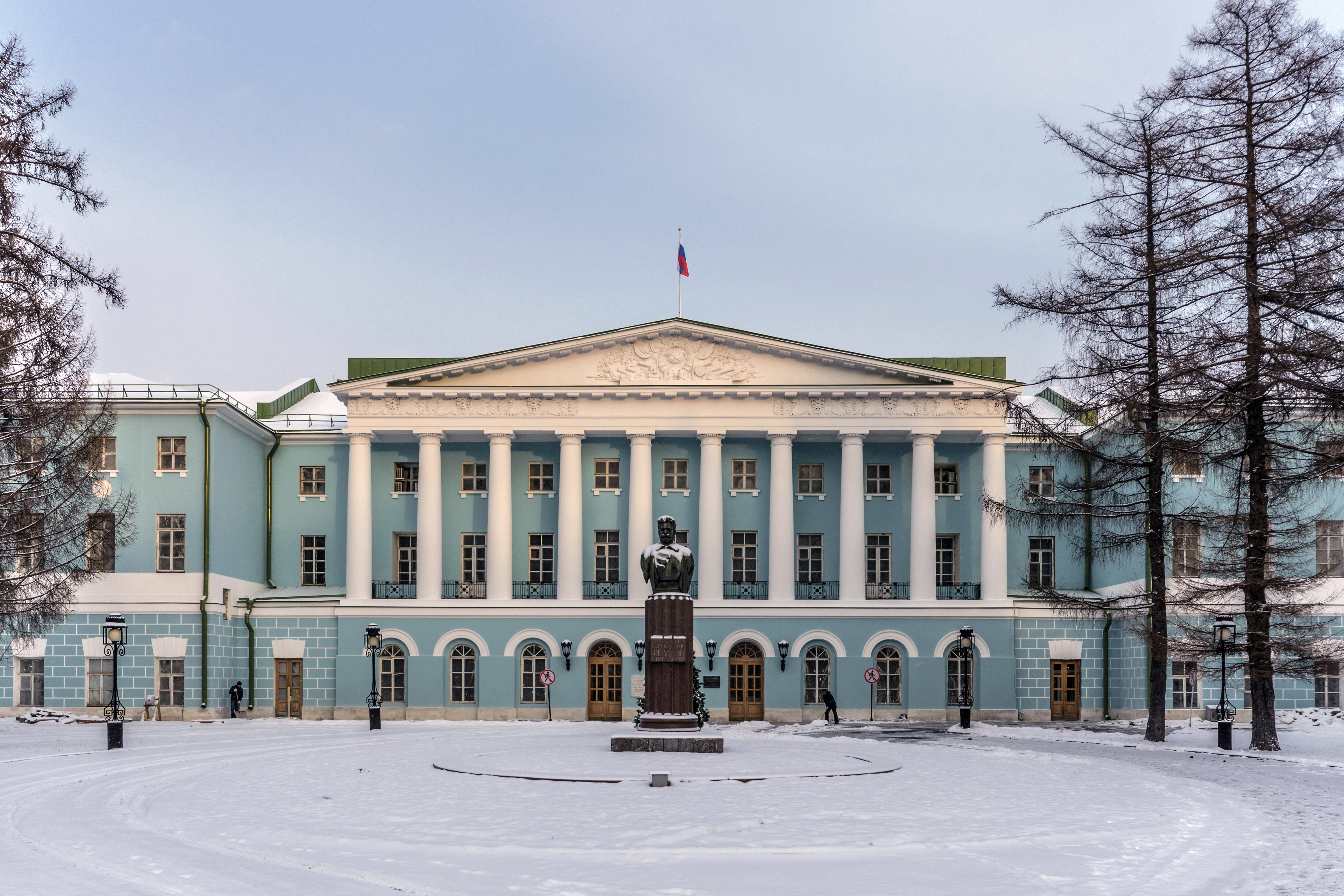
Московский Екатерининский институт благородных девиц
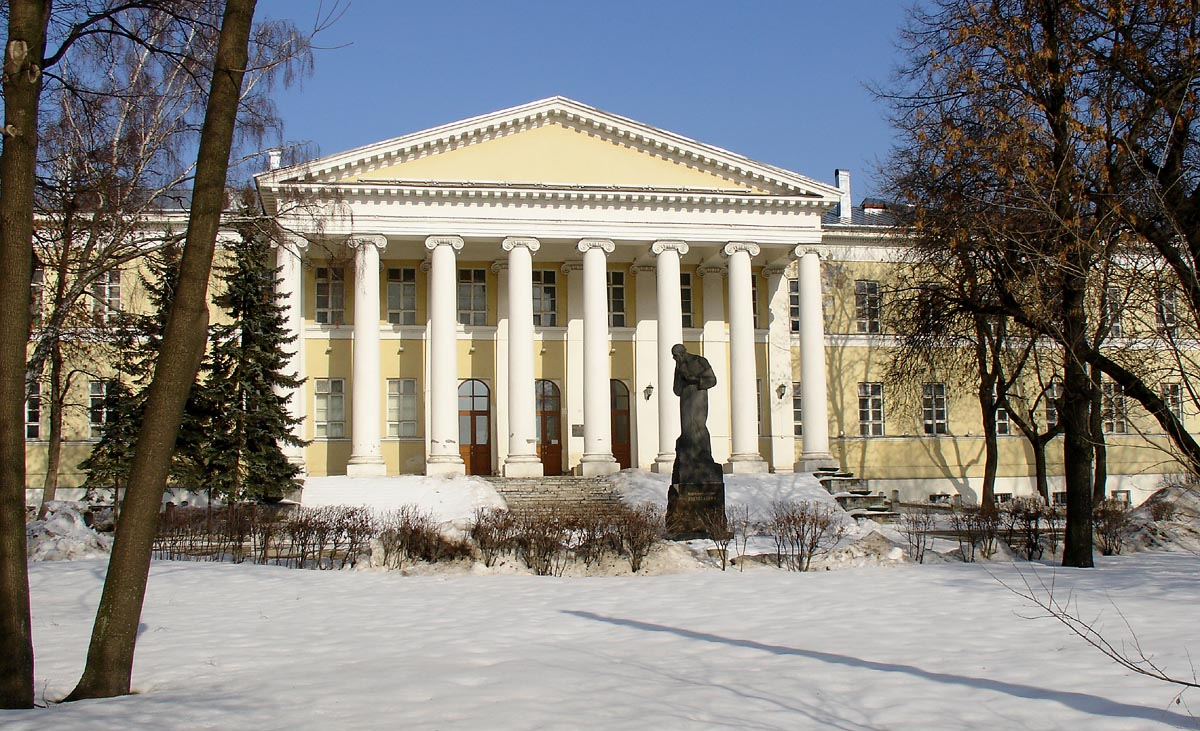
Мариинская больница для бедных
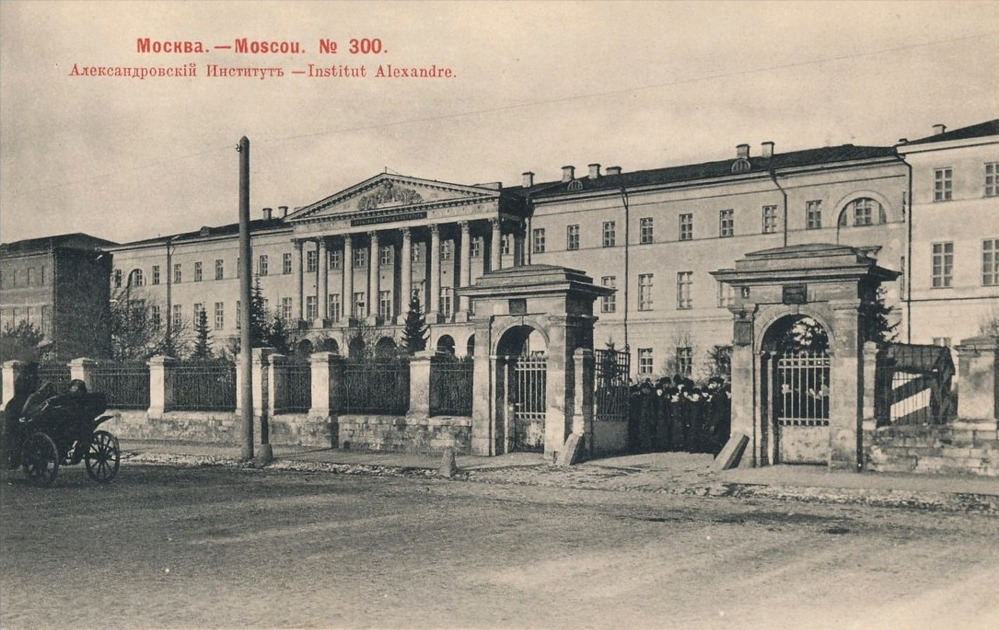
Александровский институт
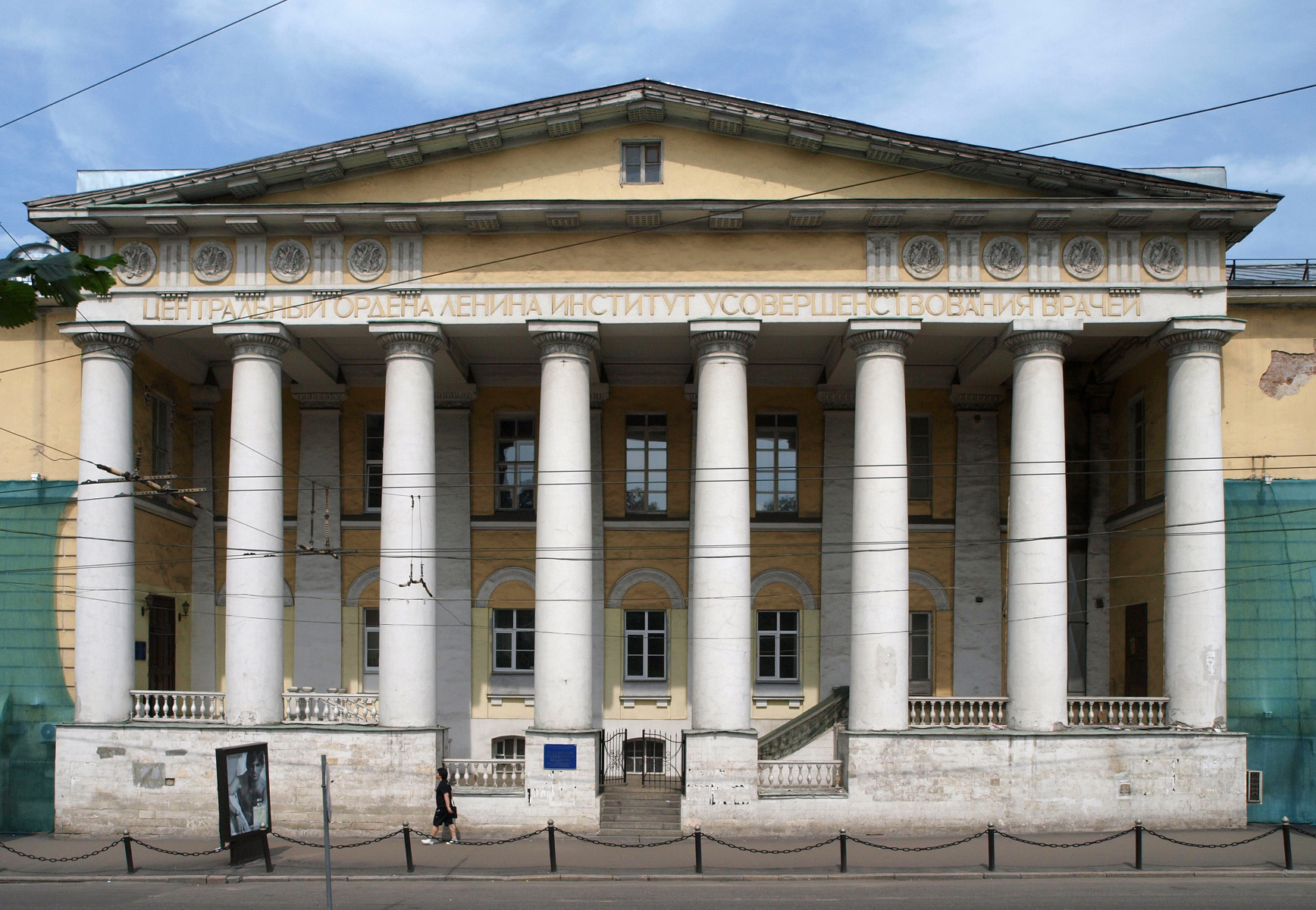
Вдовий Дом